# Шуазель-Праслен, Антуан-Сезар
Антуан-Сезар Шуазёль-Праслен (фр. Antoine-César de Choiseul-Praslin; 6 апреля 1756, Париж — 28 января 1808, там же) — французский политический и военный деятель, аристократ, герцог де Прален, граф де Шевиньи, виконт де Мелюн, барон де Ла Флеш и Сен-Сюзанн, пэр Франции, бригадный генерал (с 1793), участник революционных и наполеоновских войн.

## Биография
Родился в семье герцога Рено-Сезара де Шуазёль-Пралена. Внук Сезара Габриэля де Шуазёля-Пралена, дипломата, министра Людовика XV.
С апреля 1772 года служил офицером в артиллерийском полку Королевской армии, в апреле 1774 года — капитан кавалерии, с 1779 года — заместитель командира Королевского полка. К началу Великой Французской революции в 1788 году носил чин полковника Лотарингского полка.
В 1789 году был избран депутатом Генеральных штатов от дворянства сенешальства Мэн, с 20 августа 1789 года — член Национального собрания. 28 ноября 1793 года стал лагерным маршалом. 
В ноября 1791 года не эмигрировал, но попал под подозрение в 1793 году в соответствии с «Законом о подозрительных» был арестован и получил свободу только после падения Робеспьера 9 термидора II-го года (27 июля 1794 года).
Оставался вне политики до переворота 18 брюмера, когда поддержал Французский консулат и был назначен членом Охранительного сената. 
Умер 28 января 1808 года в Париже, похоронен в Парижском Пантеоне.